# Ján Jakubík
Ján Jakubík (8. října 1923 Dudince – 24. listopadu 2015) byl slovenský matematik, akademik. Nositel Řádu Ľudovíta Štúra I. třídy.

## Život
Ján Jakubík se narodil v 1923 v Dudincích v tehdejším zvolenském okrese. Od 1944 studoval na Přírodovědecké fakultě Univerzity Komenského v Bratislavě. Poté působil jako vysokoškolský pedagog na Slovenské vysoké škole technické v Bratislavě a od roku 1952 na Vysoké škole technické v Košicích.
Od 1977 působí v Matematickém ústavu Slovenské akademie věd. Věnuje se matematickým pracím v oblastech algebry a uspořádaných struktur. Hlavní oblast jeho výzkumu je v částečně uspořádaných grupách a svazových grupách. V únoru 2012 odešel z postu vedoucího pracovníka do důchodu.
1. září 2008 mu při příležitosti dne ústavy prezident republiky Ivan Gašparovič udělil Řád Ľudovíta Štúra I. třídy.